# Пам'ятки історії Кропивницького
У Кропивницькому на обліку перебуває 60 пам'яток історії та монументального мистецтва.
| № пп | Охорон. номер | Найменування пам'ятки | Місцезнаходження пам'ятки                    | Епоха                              | Значення | Рішення                                   |
| ---- | --- | --- | -------------------------------------------- | ---------------------------------- | -------- | ----------------------------------------- |
| 1    | 1050 | Школа, де працювала Журлива О. К. (Котова) — українська поетеса | вул. Авіаційна, 64                           | 1951- 1956 рр.                     | місцева  | № 281від 16.05.1985 р.                    |
| 2    | 3 | Братська могила радянських воїнів. Поховано 147 воїнів. | вул. Брестська.                              | 1944                               |          | № 404 від 17.09.1969 р.                   |
| 3    | 1226 | Братська могила радянських воїнів. Поховано 3 воїнів. | вул. Брестська, тер ч А 1405                 | 1946 р.                            |          | № 149 від 10.05.1988 р.                   |
| 4    | 1054 | Будинок, в якому жив Гуляницький Т. М.-учасник встановлення радянської влади | вул. Велика Перспективна, 31 кв. 19          | 1947-1959 рр.                      |          | № 281від 16.05.1985 р.                    |
| 5    | 1055 | Пам'ятний знак на честь Кіровоградського підпільного обкому партії. | вул. Велика Перспективна, 41                 | 1941-1944рр                        |          | № 281від 16.05.1985 р.                    |
| 6    | 2400 | Пам'ятник жертв Чорнобиля. | вул. Велика Перспективна,                    | 1986 р.                            |          | № 250-р від 22.07.1996 р.                 |
| 7    | 1056 | Пам'ятний знак на честь 100-річча від дня народження В. І. Леніна. | вул. Велика Перспективна, сквер              | 1870 р.                            |          | № 281від 16.05.1985 р.                    |
| 8    | 2401 | Пам'ятник воїнам — інтернаціоналістам всіх поколінь Кіровоградщини. | вул. Велика Перспективна, сквер «Молодіжний» | 1917-1988 рр.                      |          | № 250-р від 22.07.1996р                   |
| 9    | 4 | Будинок, в якому жив і працював К.Шимановський-польський компазитор | вул. Гоголя, 42                              | 1897-1919 рр.                      |          | № 404 від 17,09,1969 р.                   |
| 10   | 9 | Корпус колишнього Ковалевського училища, де містився Єлисаветградський ревком і штаб Червоної гвардії | вул. Дворцова, 2                             | 1918 р.                            |          | № 404від 17.09.1969 р.                    |
| 11   | 10 | Приміщення театру, в якому було засновано українській професійний Драматичний театр. | вул. Дворцова, 4                             | 1882                               |          | № 404від 17.09.1969 р.                    |
| 12   | 11 | Пам'ятник Кропивницькому М. Л.- українському драматургу, театральному діячу. | вул. Дворцова                                | 1840-1910 рр.                      |          | № 404від 17.09.1969 р.                    |
| 13   | 12 | Пам'ятник радянським воїнам-визволителям. | вул. Дворцова                                | 1944 р.                            |          | № 404від 17.09.1969р                      |
| 14   | 2245 | Будинок, в якому народився і жив Осмьоркін О. О.- російський художник | вул. Дворцова 89                             | 1892-1914 рр.                      |          | № 104від 15.04.1991р                      |
| 15   | 25 | Будинок культури ім. Жовтня, де виступала театральна трупа М.Кропивницького | вул. Дворцова, 24                            | 1869-1883 р.                       |          | № 404від 17.09.1969р                      |
| 16   | 5 | Будинок, в якому жив Єгоров О. С.- Герой Радянського Союзу | вул. Декабристів, 10                         | 1958-1970 рр.                      |          | № 404 від 17,09,1969р                     |
| 17   | 1066 | Братська могила радянських воїнів. Поховано 60 воїнів. | вул. Ганни Дмитрян                           | 1944 р.                            |          | № 281від 16.05.1985р                      |
| 18   | 1232 | Будинок, де відбувалися перші засідання Єлисаветградського комітету РСДРП. | вул. Ганни Дмитрян, 1 лікарня № 2            | 1902 р.                            |          | № 149від 10.05.1988р                      |
| 19   | 13 13\1 13\2 | Завод, де містився арсенал Червоної гвардії міста Єлисаветграда. Корпус заводу, де працював Полупанок А. В. | вул. Ельворті,1                              | 1917 р.                            |          | № 404від 17.09.1969р № 149від 10.05.1988р |
| 20   | 1058 1058/1 1058/2 | Завод, де працював Артем Ф. А. (Сергєєв). Завод « Червона Зірка», де працювали активні учасники встановлення радянської влади. | вул. Ельворті,2                              | 1918 р. 1920 р.                    |          | № 281від 16.05.1985р                      |
| 21   | 14 | Приміщення спортклубу «Зірка», де вступали Петровський та Будьонний С. М. | вул. Ельворті,3                              | 1925 р. 1930 р.                    |          | № 404від 17.09.1969р                      |
| 22   | 8 | Місце загиблих партизан та їх командира — Стратівка А. Ф. | парк Ковалівський                            | 1919 р.                            |          | № 404 від 17.09.1969р                     |
| 23   | 1227 | Пам'ятний знак жертвам фашизму. | вул. Комарова                                | 1941-1944 р.                       |          | 149 вад 10.05.1988 р.                     |
| 24   | 957 | Пам'ятник радянським артилеристам. | вул. Короленка                               | 1944                               |          | № 301 від 25.06.1982 р.                   |
| 25   | 958 | Пам'ятний знак на честь 30-річчя визволення міста. | вул. Короленка                               | 1944                               |          | № 301 від 25.06.1982 р.                   |
| 26   | 1053 | Будинок, в якому жив Кропивницький М. Л. - український драматург, театральний діяч. | вул. Кропивницького                          | 1870 1890 рр.                      |          | № 281 від 16.05.1985 р.                   |
| 27   | 21 | Пам'ятник Григоровичу В. І.-вченому, славісту-філологу. | Вул. Юрія Олефіренка                         | 1815 1876 рр.                      |          | № 404від 17.09.1969 р.                    |
| 28   | 1059 | Будинок в якому жив Кочерещенко Г. І.- борець за встановлення радянської влади. | вул. Преображенська, 3а                      | 1967- 1969 рр.                     |          | № 281від 16.05.1985 р.                    |
| 29   | 1060 | Будинок в якому народився і жив Тараканов М. М. -народний артист УРСР | Вул. Пушкіна,29,кв5                          | 1898- 1976 рр.                     |          | № 281від 16.05.1985 р.                    |
| 30   | 15 | Приміщення колишньої пастерівської станції, на місці якої була розташована кіно-поштова станції де зупинялися Пушкін О. С., Міцкевич А. | Вул. Пушкіна, 40\9                           | 1924 р. 1925 р.                    |          | № 404від 17.09.1969 р.                    |
| 31   | 16 | Будинок в якому жив Яновський Ю. І.-український радянський письменник. | вул. Рівненська, 19                          | 1909- 1919 рр.                     |          | № 404від 17.09.1969р                      |
| 32   | 962 | Пам'ятник радянським танкістам. | вул. Рівненська                              | 1944 р.                            |          | № 301від 25.06.1982р                      |
| 33   | 1229 | Могила Григоровича В. І.- вченого, філолога -славіста. | Рівненське кладовище                         | 1815 1876 рр.                      |          | № 149від 10.05.1988р                      |
| 34   | 2246 | Братська могила жертвам фашизму. Кількість померлих невідома. | Рівненське кладовище                         | 1941 р.                            |          | № 149від 10.05.1988р                      |
| 35   | 2246 | Могила Емануеля Г. А.-героя Вітчизняної Війни1812 р. | Пров Санаторний                              | 1775- 1837 рр.                     |          | № 104від 15.04.1991р                      |
| 36   | 1061 | Пам'ятник знак на честь підпільників групи П. Лахмана. | вул. Руслана Слободянюка                     | 1943 р.                            |          | № 281від 16.05.1985р                      |
| 37   | 960 | Пам'ятник героям громадянської та ВВВ | вул. Соборна                                 | 1918- 1922 рр. 1941–1945 рр.       |          | № 301від 25.06.1982 р.                    |
| 38   | 961 | Пам'ятник солдатам правопорядку Кіровоградщини. | вул. Соборна                                 |                                    |          | № 301від 25.06.1982 р.                    |
| 39   | 2391 | Приміщення колишньої приватної гімназії, в якій навчався Тарковський А. О.- російський поет | вул. Тарковського, 56                        | 1914-1918 р.р.                     |          | № 303 від 13.12.1993 р.                   |
| 40   | 2402 | Пам'ятник євреям-жертвам фашизму. | вул. Євгена Тельнова                         | 1941- 1944 рр.                     |          | № 250-р від 22.07.1996р                   |
| 41   | 17 | Будинок в якому жив Карпенко-Карий І. К. (Тобілевіч)- український драматург. | вул. Тобілевича,16                           | 1871-1883 рр.                      |          | № 404від 17.09.1969р                      |
| 42   | 17 | Пам'ятний знак на честь Тезякова М. І. -одного із засновників радянської медицини. | вул. Тобілевича,24                           | 1859- 1925 рр. 1886- 1896–1896 рр. |          | № 281від 16.05.1985р                      |
| 43   | 963 | Пам'ятник комсомольським поколінням Кіровоградщини. | Просп. Університетський                      | 1918- 1980 р.                      |          | № 301від 25.06.1982р                      |
| 44   | 18 | Фортеця св. Єлисавети. Вали земляні | вул. Ушакова                                 | 1754 р.                            |          | № 404від 17.09.1969р                      |
| 45   | 19 19/1 19/2 | Казарми фортеці св. Єлисавети, де перебував російський воєначальник Суворов О.В та російський воєначальник Кутузов М. І. | вул. Ушакова міська лікарня № 1              | 17                                 |          | № 404від 17.09.1969р                      |
| 46   | 20 20/1 20/2 20/3 20/4 20/5 20/6 20/7 20/8 20/9 20/10 20/11 20/12 20/13 20/14 20/15 20/16 20/17 20/18 20/19 20/20 20/21 20/22 20/23 20/24 20/25 20/26 20/27 20/28 20/29 20/30 20/31 20/32 | Військово-меморіальне кладовище Пам'ятник бойової слави-гармати Стели (при вході на кладовище), плита пам'яті Пам'ятник воїнам- визволителям Могили Героїв Радянського Союзу: Степанов М. К.- мол. Лейтен.(1912–1962) Литвинов М. Ю.-ст. Лейтен.(1917–1977) Бровкою О. М.-полковнік (1908–1978) Галувкін В. М.-капітан(1925–1979) Куроп"ятникова Г. О.-(1921–1921) Бурковського А. Т.-майора (1916–1985) Радіонова М. Ф.-майора (1915–1992) Жована М. І.-старшини (1918–1993) Коваля І. І.-майора (1910–1996) Єгорова О. С.(1914–1970) Верхоланцева В. О.- гв.підполк.(1916–2001) Осатюка Д. І.- полвовніка (1917–1999) Усенка І. Р.- гв.майора(1924–1998) Вокова А. М.-сержант (1921–1996) Антонечка К. П. — підполковника (1908–1990) Клімова М. І.-полковника (1904–1992) Галицького Г. В.-майора (1906–1989) Ткачева Г. Є.- підполковника (1915–1987) Глібко Ю. К. -майора (1914–1943) Зінченка Н. А.-ст.лейтен. (1918–1944) Барбаліна М. С.-гв.ст.сержант (1922–1944) Гвбдрахманова Б. А.-мол.сержанта (1912–1944) Чупіна Я. І.-кавалера 3-х Орденів Слави (1925–1991) Кравця П. Я.- кавалера 3-х Орденів Слави (1924–2002) Могили учасників Кіровоградської підпільної організації (серпень 1941-січень 1944 р.) Могили воїнів, які загинули у боях за визволення м. Кіровограда Пам'ятник невідомим радянським вонам Стіна пам'яті Пам'ятник жертвам фашизму | вул. Ушакова                                 | 1941- 1945 рр. 1941–1944 рр.       |          | № 404від 17.09.1969р                      |
| 47   | 2403 | Пам'ятник Б.Хмельницькому-гетьману України. | Пл. Богдага Хмельницького                    | 1595- 1997 рр.                     |          | № 250від 22.07.1996р                      |
| 48   | 1063 | Пам'ятник Пушкіну О. С. -російському поету. | Пров. Челюскінців                            | 1799-1837 рр.                      |          | № 281від 16.05.1985р                      |
| 49   | 959 | Пам'ятник робітникам заводу «Червона Зірка», які загинули на фронтах ВВВ. | вул. Євгена Чикаленка                        | 1941- 1945 рр.                     |          | № 301 від 25.06.1982р                     |
| 50   | 1057 | Пам'ятний знак на честь воїнів-спортсменів, загиблих на фронтах ВВВ | вул. Євгена Чикаленка                        | 1941- 1945рр                       |          | № 281від 16.05.1985р                      |
| 51   | 1051 | Завод, на якому працював Таратута В. К.- поплічник Леніна В. І. | вул. Віктора Чміленка, 24                    | 1897-1898 рр.                      |          | № 281від 16.05.19985 р.                   |
| 52   | 1228 | Пам'ятник Трудової Слави- сівалки «СЗ-36» і «Росія». | вул. Чорновола                               |                                    |          | № 149від 10.05.1988р                      |
| 53   | 22 | Пам'ятник невідомому радянському воїну. | вул. Шевченка, 3                             | 1944 р.                            |          | № 404від 17.09.1969р                      |
| 54   | 23 | Пам'ятник радянським воїнам-визволителям. | вул. Шевченка, 3                             | 1944 р.                            |          | № 404від 17.09.1969р                      |
| 55   | 1064 | Будинок в якому виступав Фрунзе М. В. | вул. Шевченка, 3                             | 1922 р.                            |          | № 281від 16.05.1985р                      |
| 56   | 1065 | Пам'ятник Шевченку Т. Г.- українському поету. | вул. Шевченка                                | 1914 1861 рр.                      |          | № 281від 16.05.1985р                      |
| 57   | 1231 | Пам'ятник місце, де виступав виступав Ференц Ліст. | вул. Шевченка, 34                            | 1847 р.                            |          | № 149від 10.05.1988р                      |
| 58   | 1052 | Будинок, в якому містився штаб підпільної організації ім.. К. Є. Ворошилова. | вул. Шульгиних, 10                           | 1941-1945 рр.                      |          | № 281від 16.05.1985 р.                    |
| 59   | 24 | Будинок школи, де навчався на курсах політпрацівників Сосюра В.-українськиї поєт та навчалися Куротятникова Г. О.-Гєрої Радянського Союзу | вул. Генерала Шумилова,30                    | 1920-1921 рр.                      |          | № 404від 17.09.1969р                      |
| 60   | 26 | Братська могила радянських воїнів | С-ще Нове Сх..околище                        |                                    |          | № 404від 17.09.1969р                      |
|      | | |                                              |                                    |          |                                           |